# Dean Bouzanis
Dean Anthony Bouzanis (* 2. Oktober 1990 in Sydney) ist ein australisch-griechischer Fußballtorhüter, der seit 2022 beim englischen Klub FC Reading unter Vertrag steht.

## Karriere

### Verein
Dean Bouzanis wurde in Sydney als Sohn zweier griechischen Eltern geboren und besuchte das De La Salle College in Cronulla, New South Wales. Er begann beim kleinen Lokalverein Carss Park FC das Fußballspielen, wo er mit Nikolas Tsattalios, einem späteren Mannschaftskollegen beim Sydney FC, zusammenspielte. Über die St. George Saints und Sydney Olympic landete er schließlich im Jahr 2006 am New South Wales Institute of Sport.
Im Januar 2007 absolvierte Bouzanis ein dreiwöchiges beim englischen Topklub FC Liverpool, wo ihm nach Ablauf der drei Wochen ein Drei-Jahres-Vertrag angeboten wurde. Liverpools Trainer Rafael Benítez betitelte ihn als den „weltbesten Torwart in seiner Altersklasse“. Im Rahmen der AFC Champions League 2007 wurde er als Rückhalt für den alternden Stammtorwart Clint Bolton an den australischen Verein Sydney FC verliehen, kam jedoch zu keiner Einsatzzeit. Eigentlich sollte die Leihfrist bis Januar 2008 verlängert werden, doch Sydney führte ihn nicht mehr weiter im Profikader. Danach spielte Bouzanis für Liverpools U-18 sowie für das Reserveteam und nachdem ein Leihgeschäft beim Fünftligisten FC Wrexham im Juli 2009 scheiterte, wurde er im November bis zum Saisonende an Accrington Stanley ausgeliehen. Dort gab er am 28. November beim 2:2-Unentschieden im FA Cup gegen den FC Barnet sein Debüt für Accrington, ehe er ein paar Tage später beim 2:0-Auswärtssieg bei Burton Albion auch sein erstes Ligaspiel folgte. Bis zum Saisonende konnte Bouzanis 14 Ligaspieleinsätze für sich verbuchen. Im Mai 2011 wurde sein noch für ein Jahr laufender Vertrag in beidseitigem Vernehmen aufgelöst.
Im Juli 2011 kam das Gerücht auf, Bouzanis hätte sich mit dem australischen Erstligisten Melbourne Victory auf einen Arbeitsvertrag geeinigt, was der Klub allerdings verneinte. Stattdessen fungierte er ab dem 26. November bei Oldham Athletic als Backup für den verletzten Torwart Paul Gerrard, wurde zunächst jedoch nur für einen Monat unter Vertrag genommen. In dieser Zeit musste Oldham im FA Cup gegen Bouzanis alten Verein FC Liverpool spielen, er selbst erlebte die 1:5-Niederlage nur von der Bank aus. Im Februar 2012 bekam er letztendlich einen Vertrag bis zum Saisonende 2011/12. Am 27. März 2012 debütierte er dann für die „Latics“, als er beim Ligaspiel gegen Leyton Orient in der zweiten Halbzeit aufs Feld kam. Als Bouzanis Vertrag am Ende der Saison auslief, verletzte sich plötzlich Stammtorwart Alex Cisak, so dass Bouzanis einen neuen Ein-Jahres-Vertrag unterschrieb. Doch zur Saisonvorbereitung 2012/13 verletzte er sich zunächst am Knöchel und fiel dadurch einige Wochen aus. Durch die Verletzung büßte er auch seinen Stammplatz ein, erst im September 2012 stand er wieder im Tor der „Latics“. Am 27. Januar 2013 traf Oldham in der vierten Runde des FA Cups wiederum auf Bouzanis alten Verein, den FC Liverpool. Im Boundary Park gelang ihnen ein überraschender 3:2-Erfolg und somit zogen sie unerwartet in die nächste Runde ein, wo der FC Everton wartete. Dort geriet Bouzanis unter Kritik, weil er in der Nachspielzeit beim Stand von 1:2 nach vorne zur Ecke geeilt war und angeblich per Hand den 2:2-Ausgleichstreffer von Matt Smith vorbereitet haben soll. Nach mehreren Zeitlupen war jedoch zu sehen, das dies nicht der Fall war. Am Ende der Saison 2012/13 wurde sein Vertrag nicht verlängert, obwohl er den Großteil der Saison als erster Torwart zwischen den Pfosten stand.
Deshalb zog es ihn in der Saison 2013/14 zum griechischen Erstligisten Aris Thessaloniki, wo er zunächst für ein Jahr unter Vertrag genommen wurde. Am 23. September 2013 gab er bei der 0:2-Niederlage bei Skoda Xanthi sein Debüt in der Super League.
Nachdem Bouzanis in der Hinrunde nur ein Spiel absolviert hatte, wurde er im Dezember 2013 entlassen und wechselte am 28. Januar 2014 ablösefrei zu Carlisle United, wo er zunächst einen Vertrag bis April 2014 unterschrieb. Ohne ein Ligaspiel zu absolvieren, unterschrieb er nach Auslauf des Vertrag im Mai 2014 bei den Western Sydney Wanderers. Bei den Wanderers kam er zwar nicht regelmäßig zum Einsatz, gewann allerdings mit der Mannschaft die AFC Champions League 2014 im Finale gegen den saudi-arabischen Vertreter al-Hilal (1:0, 0:0).
Im Januar 2016 wechselte zum Melbourne City FC, als Ersatz für den nach China gewechselten Tando Velaphi. Am 26. Februar debütierte er bei der 1:2-Niederlage bei Wellington Phoenix. Im April unterschrieb Bouzanis eine Vertragsverlängerung bis zum Ende der Saison 2016/17. Am 8. Oktober kam er im Derby gegen Melbourne Victory in der zweiten Halbzeit ins Spiel, da der Stammtorwart Thomas Sørensen mit einer roten Karte vom Platz flog. Im November gelang der Sieg des FFA Cup 2016, im Finale wurde Sydney FC mit 1:0 durch ein Tor von Tim Cahill geschlagen. Am 8. Februar 2017 wurde Bouzanis wiederum für fünf Spiele gesperrt, nachdem er Melbourne Victorys albanischen Stürmer Besart Berisha als „Gypsy“ (deutsch: Zigeuner) rassistisch beleidigt hatte.
Für die Spielzeit 2018/19 wechselte er wieder zurück nach Europa. Das holländische Team PEC Zwolle nahm Bouzanis leihweise unter Vertrag, mit Kaufoption am Ende des Leihgeschäftes. Allerdings kehrte Bouzanis am Ende der Saison ohne Ligaeinsatz wieder zurück nach Melbourne. Für die Saison 2019/20 wurde er zum Stammtorhüter in Melbourne benannt. Im August 2020 wechselte er zum englischen Fünftligisten Sutton United und stieg mit seinem neuen Verein in der Saison 2020/21 in die vierte Liga auf. Auch in der EFL League Two 2021/22 kam der erneut als Stammtorhüter eingesetzte Bouzanis mit seiner Mannschaft gut zurecht und verpasste als Tabellenachter nur um einen Platz die Play-offs.
Am 27. Juni 2022 unterschrieb er einen Dreijahresvertrag beim englischen Zweitligisten FC Reading.

### Nationalmannschaft
Im Jahr 2005 wurde er im Alter von 15 Jahren für die australische U-17-Nationalmannschaft nominiert. Ein Jahr später gehörte er zum Kader, welcher die Qualifikation für die U-17-Asienmeisterschaft verpasste.
Am 2. Februar 2008 wurde Bouzanis vom griechischen U-19-Nationalmannschaftstrainer Alexandros Alexiou eingeladen, um drei Tage später ein Freundschaftsspiel gegen die Slowakei zu bestreiten. Daraufhin reiste er nach Griechenland und gab ein Interview beim griechischen Radiosender „Sport FM“. Für die U-19-Nationalmannschaft Griechenlands absolvierte er zwei Länderspiele gegen die Slowakei, die jedoch beide verloren gingen. Auch wenn Bouzanis nun auch für eine griechische Jugendnationalmannschaft, wäre er immer noch für die A-Nationalmannschaft Australiens spielberechtigt gewesen. Australische Medien warnten davor, nicht den gleichen Fehler zu machen wie bei Joey Didulica, welcher letztendlich die kroatische Fußballnationalmannschaft bevorzugte.
Im April 2008 wurde Bouzanis für den Intercontinental Cup in Malaysia eingeladen, welcher der australischen U-23-Nationalmannschaft als Vorbereitung für die olympischen Sommerspiele 2008 in Peking diente. Stammtorwart Danny Vukovic war aufgrund eines tätlichen Angriffes auf einen Schiedsrichter vom australischen Fußballverband gesperrt worden. Obwohl die Sperre von Vukovic bis zum olympischen Turnier nicht aufgehoben wurde, bekam Bouzanis keine Nominierung für dieses Turnier. Daraufhin bekam er eine Einladung der griechischen U-19, um an der Endrunde der U-19-Fußball-Europameisterschaft 2008 teilzunehmen, worauf Bouzanis zwar stolz war, was jedoch in Australien keinen Gefallen fand. Sein Berater beteuerte jedoch, Bouzanis wolle sich immer noch die Möglichkeit offen lassen, um für die australische Nationalmannschaft spielen können. Erst im April traf er sich in Liverpool mit Nationaltrainer Pim Verbeek für ein Gespräch.
Im Februar 2009 entschied sich Bouzanis wieder für Australien zu spielen. Er wurde in den 21-köpfigen Kader für die U-20-Fußball-Weltmeisterschaft 2009 in Ägypten berufen und absolvierte die ersten beiden Gruppenspiele gegen Costa Rica und Tschechien, welche jedoch beide verloren gingen. Am 1. Juni 2011 absolvierte er ein U-23-Länderspiel gegen Japan, in welchem er in der zweiten Halbzeit für Andrew Redmayne eingewechselt wurde. Des Weiteren wurde Bouzanis im gleichen Monat für das Qualifikationsspiel der australischen U-23-Nationalmannschaft um die Teilnahme am olympischen Fußballturnier 2012 in London gegen den Jemen nominiert.

## Titel und Erfolge
FC Liverpool
- Liverpool Senior Cup 2009

Western Sydney Wanderers
- AFC Champions League 2014

Melbourne City FC
- FFA Cup 2016